# Bracia Limbourg

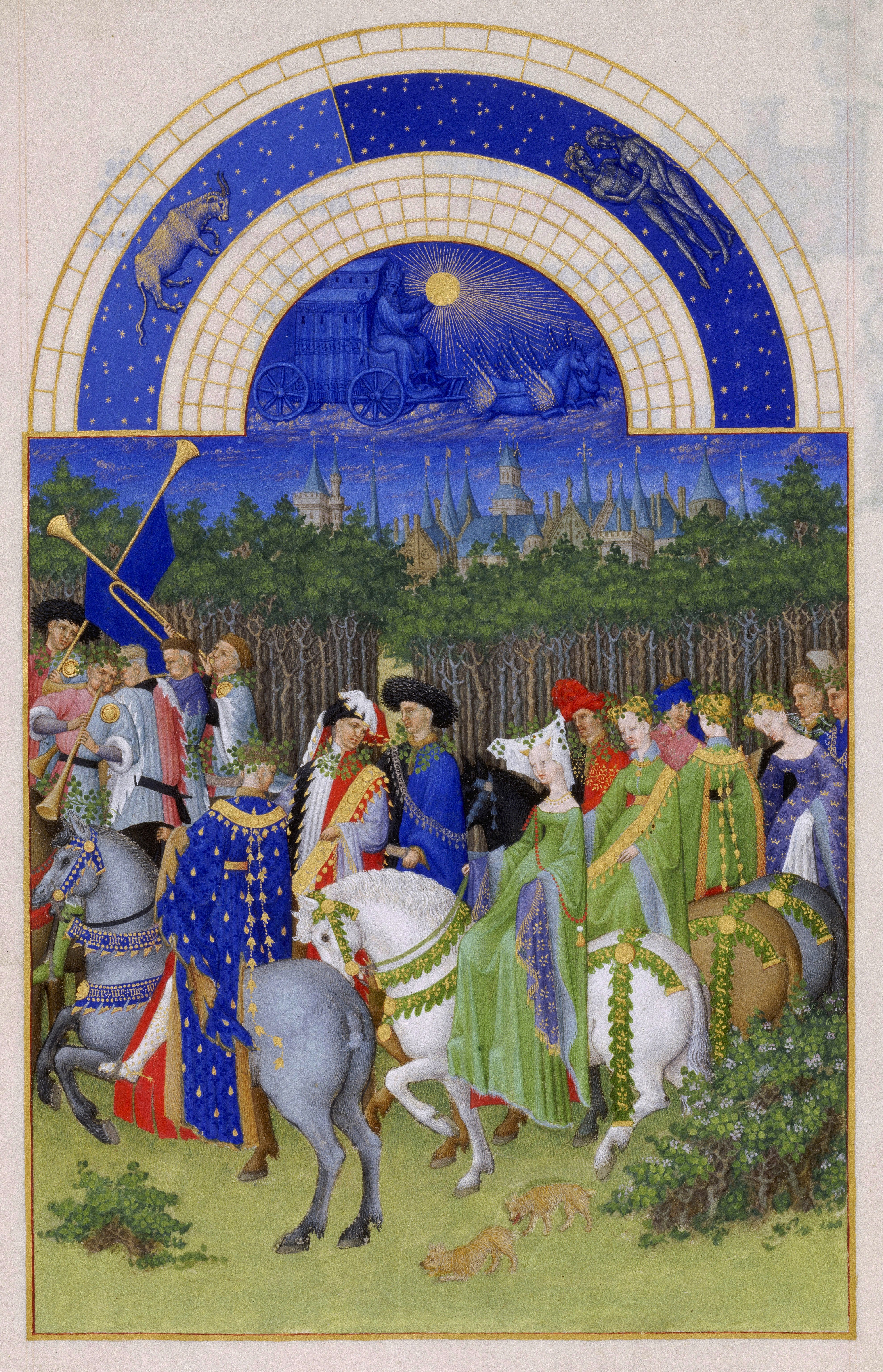
Maj z Bardzo bogatych godzinek księcia de Berry, 1410-1416

Bracia Limbourg: Pol (Paul), Hennequin (Jan, Jean) i Herman (Hermant) de Limbourg (ur. w drugiej połowie XIV wieku w Geldrii, zm. 1416) – niderlandzcy malarze, tworzący głównie we Francji.
Bracia Limbourg, przedstawiciele międzynarodowego stylu gotyckiego, zajmowali się sztuką ilumininowania rękopisów. Ich dzieła charakteryzują się wyrafinowaną linią i kolorem, intensywnymi barwami, wysmukłymi proporcjami postaci.

## Działalność artystyczna
Byli siostrzeńcami Jeana Malouela, nadwornego malarza książąt Burgundii. Bracia uczyli się zapewne w warsztatach złotniczych w Paryżu, a Pol prawdopodobnie odwiedził Włochy. Od 1402 roku pracowali dla księcia burgundzkiego Filipa II Śmiałego. W okresie tym wykonali Bréviaire de Jean Sans Peur. W latach 1410–16 pracowali na dworze księcia Jana de Berry, gdzie zajęli miejsce Jacquemarta de Hesdin. Dla księcia de Berry wykonali swoje najsłynniejsze wspólne dzieło (nieukończone) – Les Très Riches Heures du duc de Berry (Bardzo bogate godzinki księcia de Berry). Rękopis zawiera m.in. cykl miniatur ilustrujących poszczególne miesiące. Każdą z nich zakomponowano według tego samego schematu: na dole przedstawienie związanych z danym miesiącem zajęć, na górze w półokręgu znaki zodiaku i symbole planet. Jednak bracia Limbourg wykonali tylko część spośród tych 12 miniatur; kwestia autorstwa poszczególnych przedstawień pozostaje w niektórych wypadkach sporna. Byli także autorami miniatur w Belles heures du Duc de Berry (Heures d'Ailly) 1403–13 i Bible moralisée ok. 1410-15.
Brak jest informacji o ich działalności w okresie po śmierci księcia de Berry. Wkrótce po śmierci księcia Berry sami zmarli: Jean 9 marca, a pozostali dwaj bracia na przełomie września i października, prawdopodobnie wskutek zarazy.

## Prace Linburgów dla księcia de Berry
- Statuty, 1405, znane z wzmianki inwentarzowej, niezachowane;
- Belles Heures du Duc de Berry, ok. 1405–1408, Metropolitan Museum of Art, Nowy Jork
- Très Belles Heures de Notre-Dame (uzupełnienia), ok. 1405–1409, dwie końcowe miniatury: Zwiastowanie i Droga Krzyżowa;
- Valerius Maximus, De dictis factisque mirabilibus (frontyspis), ok. 1410, Biblioteca Apostolica Vaticana,
- Bardzo bogate godzinki księcia de Berry, 1410–1416, Chantilly, Musée Condé;
- Petites Heures du Duc de Berry - jedna miniatura pt. Wyjazd księcia z orszakiem z zamku, ok. 1410–1412